# Магдин
Магдин — селище у Гладковицькій сільській громаді Коростенського району Житомирської області України. Населення становить 35 осіб (станом на 2001 рік).

## Історія
Внаслідок Чорнобильської катастрофи 1986 року селище увійшло до зони гарантованого добровільного відселення.
В результаті лісових пожежі весни 2020 року в селі згоріло двадцять чотири будинки, вціліло — лише чотири. Будинки використовували релігійні самосели, що оселилися там близько 10 років тому.

## Населення
Станом на 1989 рік у селищі проживала 101 особа, серед них — 47 чоловіків і 54 жінки.
За даними перепису населення 2001 року у селищі проживали 35 осіб. Рідною мовою назвали:
| Мова       | Кількість осіб | Відсоток |
| ---------- | -------------- | -------- |
| українська | 35             | 100,00 % |

## Політика
Голова сільської ради — Сосновська Зоя Іванівна, 1965 року народження, вперше обрана у 2006 році. Інтереси громади представляють 12 депутатів сільської ради:
| Партія           | Кількість депутатів | Відсоток |
| ---------------- | ------------------- | -------- |
| самовисування    | 11                  | 91,67 %  |
| «Народна партія» | 1                   | 8,33 %   |

## Клімат
| Клімат Магдина          | Клімат Магдина | Клімат Магдина | Клімат Магдина | Клімат Магдина | Клімат Магдина | Клімат Магдина | Клімат Магдина | Клімат Магдина | Клімат Магдина | Клімат Магдина | Клімат Магдина | Клімат Магдина | Клімат Магдина |
| Показник                | Січ.           | Лют.           | Бер.           | Квіт.          | Трав.          | Черв.          | Лип.           | Серп.          | Вер.           | Жовт.          | Лист.          | Груд.          | Рік            |
| Середній максимум, °C   | −3,1           | −1,5           | 3,5            | 12,9           | 19,9           | 23,3           | 24,2           | 23,5           | 18,5           | 11,6           | 4,2            | −0,3           | 11,4           |
| Середня температура, °C | −6,2           | −4,9           | −0,2           | 8,0            | 14,3           | 17,7           | 18,7           | 17,9           | 13,4           | 7,6            | 1,7            | −2,8           | 7,1            |
| Середній мінімум, °C    | −9,2           | −8,2           | −3,8           | 3,2            | 8,7            | 12,2           | 13,3           | 12,4           | 8,3            | 3,6            | −0,7           | −5,3           | 2,9            |
| Норма опадів, мм        | 39             | 33             | 33             | 45             | 52             | 83             | 93             | 70             | 53             | 41             | 48             | 45             | 635            |
| ----------------------- | -------------- | -------------- | -------------- | -------------- | -------------- | -------------- | -------------- | -------------- | -------------- | -------------- | -------------- | -------------- | -------------- |
| Джерело:                |                |                |                |                |                |                |                |                |                |                |                |                |                |